# Auf Unsang und Birkenschächle
Auf Unsang und Birkenschächle ist ein vom Landratsamt Münsingen am 31. Mai 1955 durch Verordnung ausgewiesenes Landschaftsschutzgebiet auf dem Gebiet der Gemeinde Hohenstein.

## Lage
Das etwa 11 Hektar große Landschaftsschutzgebiet liegt etwa einen Kilometer östlich von Bernloch und ebenfalls einen Kilometer nordwestlich von Ödenwaldstetten. Es gehört zum Naturraum Mittlere Kuppenalb.

## Landschaftscharakter
Das Landschaftsschutzgebiet ist größtenteils bewaldet. Im Osten befinden sich zwei Wiesen. Die südliche Wiese ist als Magere Flachlandmähwiese ein geschützter Lebensraumtyp nach der FFH-Richtlinie. Das Gebiet wurde früher als Sommerschafweide genutzt.